# Карл фон Салм-Даун
Карл фон Салм-Даун (на немски: Karl Graf zu Salm-Dhaun;* 21 септември 1675, Даун; † 26 март 1733, Даун) е вилд- и Рейнграф на Салм-Даун (1693 – 1733). Той е прародител на Елизабет Баварска, императрица на Австрия.

## Произход
Той е най-големият син на граф Йохан Филип фон Салм-Даун (1645 – 1693) и съпругата му графиня Анна Катарина фон Насау-Отвайлер (1653 – 1731), сестра на Фридрих Лудвиг фон Насау-Отвайлер (1651 – 1728), дъщеря на граф Йохан Лудвиг фон Насау-Отвайлер (1625 – 1690) и пфалцграфиня Доротея Катарина фон Пфалц-Биркенфелд-Бишвайлер (1634 – 1715), дъщеря на пфалцграф Христиан I фон Пфалц-Биркенфелд-Бишвайлер (1598 – 1654) и Магдалена Катарина фон Пфалц-Цвайбрюкен-Вителсбах (1607 – 1648).
Карл фон Салм-Даун умира на 26 март 1733 г. на 57 години в Даун и е погребан в „Св. Йоханисберг“ в Райнланд.

## Фамилия
Карл фон Салм-Даун се жени на 19 януари 1704 г. в Отвайлер за първата си братовчедка Луиза фон Насау-Саарбрюкен-Отвайлер (* 17 декември 1686; † 16 април 1773, Даун), дъщеря на чичо му граф Фридрих Лудвиг фон Насау-Отвайлер (1651 – 1728) и графиня Кристиана фон Алефелд (1659 – 1695). Те имат 13 деца: 
- Катерина Луиза (* 6 януари 1705; † август 1752)
- Каролина Магдалена (* 7 януари 1706; † 26 май 1786), омъжена на 27 ноември 1726 г. за граф Карл Лудвиг фон Лайнинген-Дагсбург-Емихсбург (* 16 февруари 1704; † 20 март 1747), син на граф Йохан Фридрих фон Лайнинген-Дагсбург-Харденбург (1661 – 1722) и Катарина фон Баден-Дурлах (1677 – 1746)
- Катарина Лусия (* 13 март 1707; † млада)
- Йохан Лудвиг (* 23 февруари 1708; † 1711)
- Кристина (* 29 юли 1710; † сл. 1773)
- Вилхелмина (* 3 януари 1712; † 23 ноември/декември 1732)
- Шарлота (1713 – 1717)
- Албертина (* 13 юли/18 октомври 1716; † млада)
- Карл Август (* 31 март 1718, Даун; † 15/17 ноември 1732)
- София Шарлота (* 29 август 1719, Даун; † 19 март 1770, Гелнхаузен), омъжена на 19 август 1743 г. в Даун за пфалцграф Йохан фон Биркенфелд-Гелнхаузен, херцог на Бавария (* 24 май 1698; † 10 февруари 1780), син на пфалцграф и херцог Йохан Карл фон Биркенфелд-Гелнхаузен (1638 – 1704); прапрабаба и прадядо на Елизабет Баварска, императрица на Австрия
- Луиза (* 27 февруари 1721; † 23 декември 1791, Кьолн), омъжена на 19 юни 1744 г. в Даун за бургграф Вилхелм Лудвиг фон Кирхберг (* 30 март 1709; † 18 февруари 1751), син на Георг Фридрих фон Кирхберг (1683 – 1749) и леля ѝ София Амалия фон Насау-Сарбрюкен (1688 – 1753)
- Йохан Филип III фон Салм-Даун (* 20 януари 1723, Даун; † 13 септември 1742, Страсбург), вилд- и Рейнграф на Салм-Даун, неженен
- Жанета Луиза (* 1725; † сл. 1748)